# Argo Records
Argo Records — американський лейбл звукозапису, який діяв з 1955 по 1965 роки в Чикаго, Іллінойс. Створений як дочірній лейбл Chess Records для випуску джазової музики.

## Історія
Argo Records був заснований у 1955 році в Чикаго братами Леонардом і Філом Чесс як дочірній лейбл Chess Records для випуску музики у жанрі джаз. Первісно створений під назвою Marterry Records, однак назву було змінено за декілька місяців після створення на Argo через заперечення бенд-лідера Ральфа Мартері, який на той момент записувався на Mercury. 
Хоча Chess Records був блюзовим лейблом, йому вдалося запросити на Argo велику кількість відомих джазових музикантів. На лейблі записувались: Джин Еммонс, Кенні Беррелл, Баррі Гарріс, Іллінойс Жаке, Бенні Грін, Джонні Гріффін, Ахмад Джамал, Рамсі Льюїс, Джеймс Муді, Сонні Стітт, Лорес Александрія, Арт Фармер, Роланд Кірк, Лу Дональдсон, Бебі Фейс Віллетт, Дороті Ешбі, Макс Роуч, Ред Родні, Айра Салліван, Ел Грей та ін.
Також лейбл записував музику у жанрах поп, блюз і каліпсо. У 1960-х на лейблі записувались ритм-енд-блюзові артисти, зокрема Етта Джеймс і гурт The Dells.
У 1965 році лейбл змінив свою назву на Cadet, оскільки, з'ясувалось, що у Великій Британії працював лейбл із такою ж самою назвою.